# Auri (unitat de massa)
L'auri o aureus era una unitat de mesura de massa utilitzada en farmàcies que equivalia a quatre escrúpols o 80 grans.